# Ермошин, Павел Константинович
Па́вел Константи́нович Ермо́шин (1907 — 1989) — советский дипломат. Чрезвычайный и полномочный посол.

## Биография
Член ВКП(б). Окончил Казанский педагогический институт (1930). Служил в РККА в 1941—1943 годах. На дипломатической работе с 1943 года.
- В 1943—1945 годах — сотрудник центрального аппарата НКИД СССР.
- В 1945—1950 годах — сотрудник миссии СССР в Новой Зеландии, в том числе временный поверенный в делах СССР в Новой Зеландии в 1947—1950 годах.
- В 1951—1952 годах — сотрудник II Европейского отдела МИД СССР, помощник заместителя министра Ф. Т. Гусева.
- В 1952—1954 годах — советник Посольства СССР в Швеции.
- С 27 января 1954 по 31 декабря 1955 года — чрезвычайный и полномочный посланник СССР в Исландии[1].
- С 31 декабря 1955 по 18 сентября 1958 года — чрезвычайный и полномочный посол СССР в Исландии.
- В 1958—1959 годах — советник II Европейского отдела МИД СССР.
- В 1959—1960 годах — заместитель заведующего II Европейским отделом МИД СССР.
- С 16 декабря 1960 по 20 апреля 1968 годах — чрезвычайный и полномочный посол СССР на Кипре[2].
- В 1968—1975 годах — на ответственной работе в центральном аппарате МИД СССР, глава советской делегации в советско-турецкой комиссии по редемаркации границы.

С 1975 года — в отставке.
Похоронен в Москве на Кунцевском кладбище.

## Награды
- медаль «За боевые заслуги» (21 февраля 1945);
- орден «Знак Почёта» (5 ноября 1945);
- орден Трудового Красного Знамени (31 декабря 1966);
- орден «Знак Почёта» (22 октября 1971)[3];
- орден Дружбы народов (1977);
- орден Отечественной войны I степени (6 апреля 1985).

## Дипломатический ранг
- Чрезвычайный и полномочный посол.